# Trescador

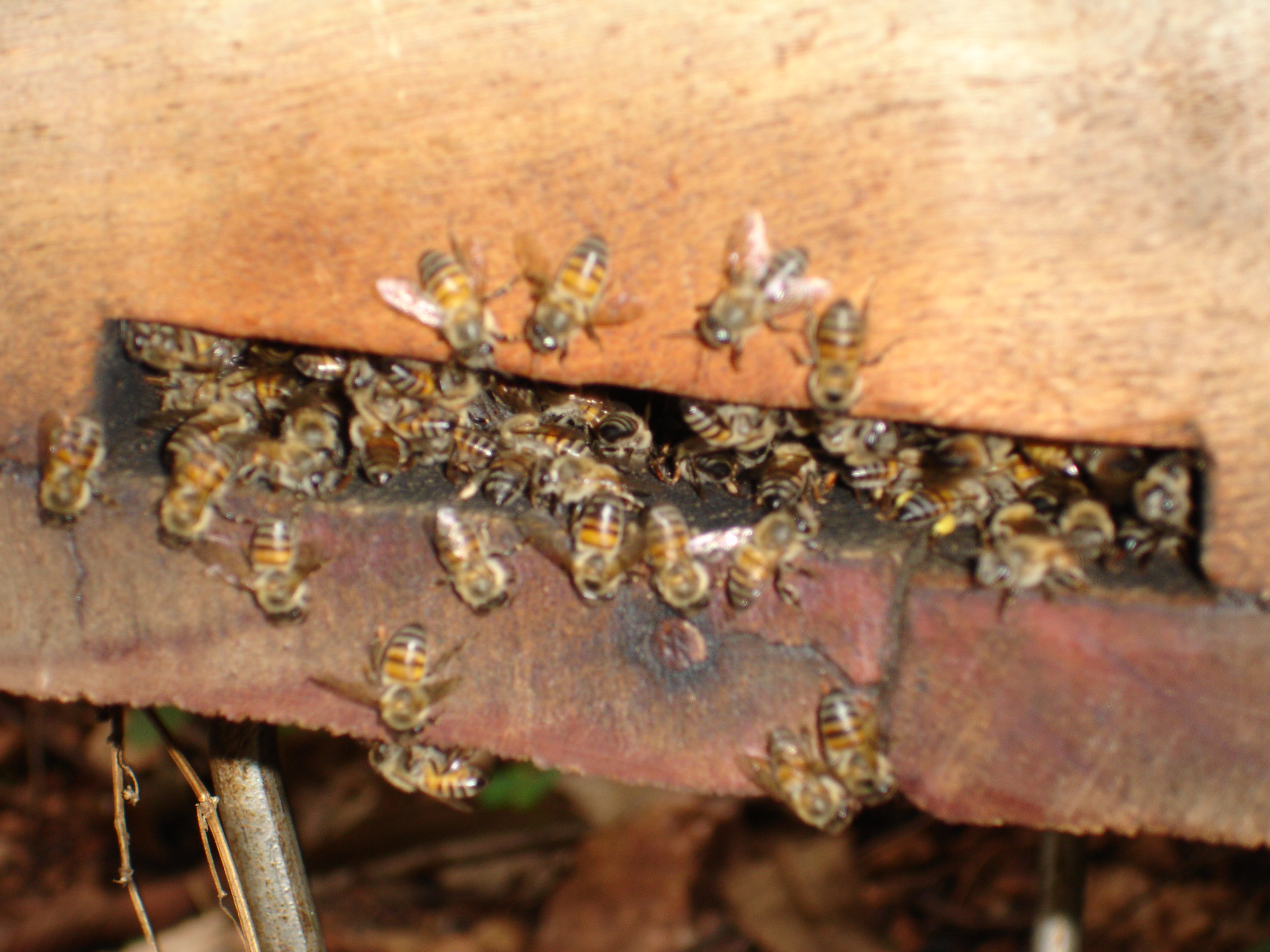
Trescador d'un nucli.

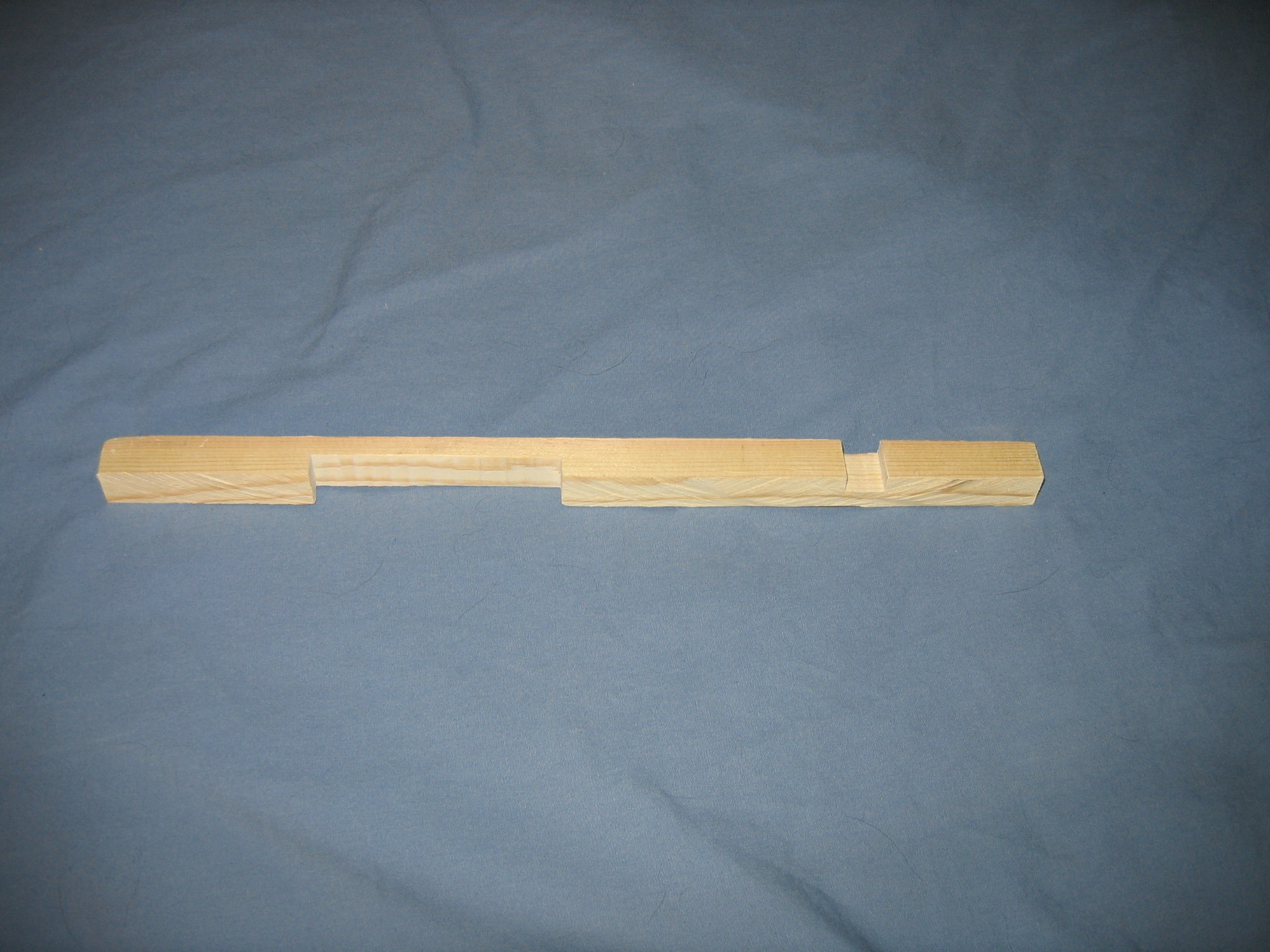
Guardatrescador.

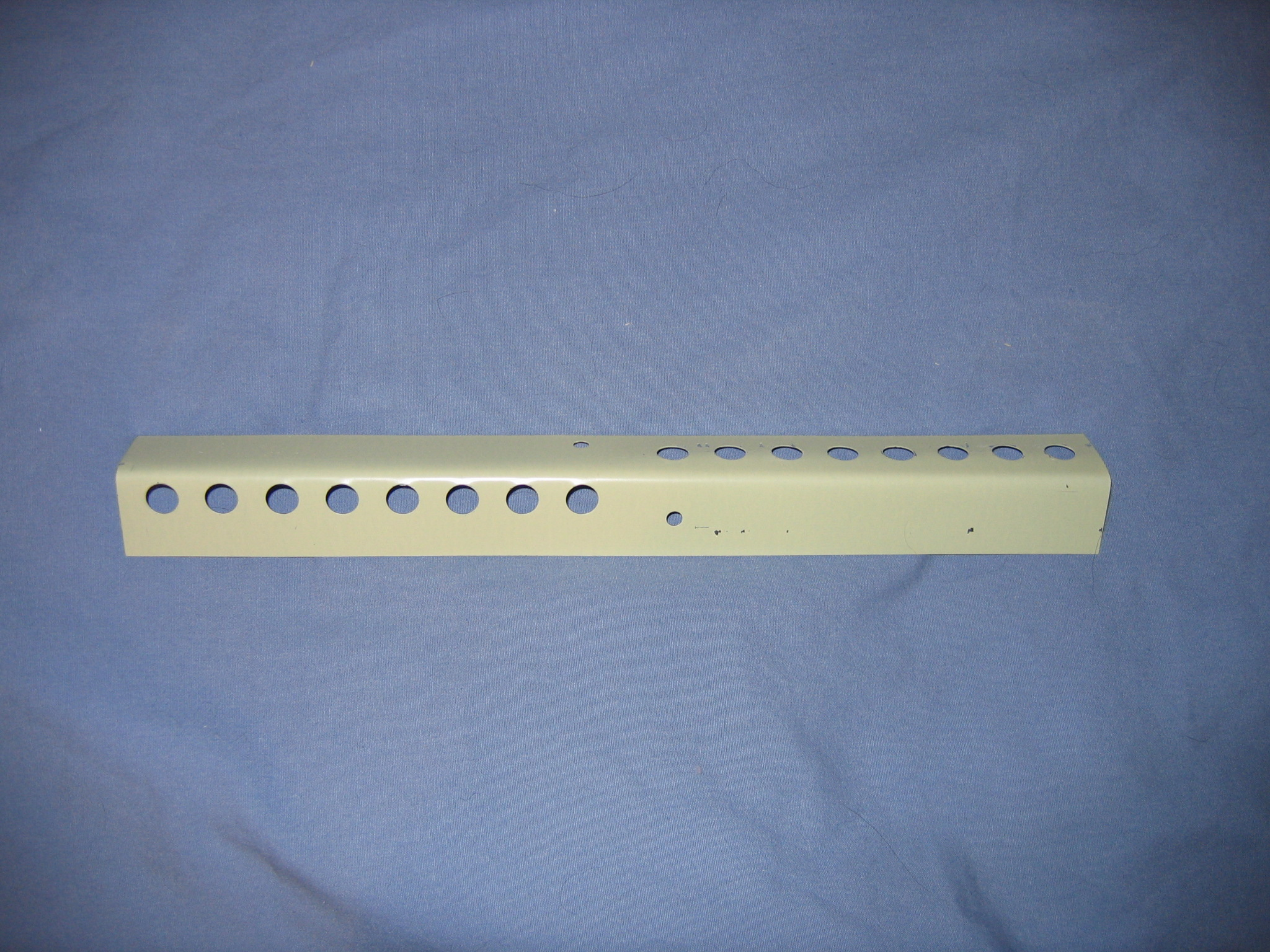
Guardatrescador amb forats.

En un rusc, el  trescador  és l'obertura normalment entre el sòl i la cambra de cria, si és inferior. Per aquesta obertura entren les abelles al rusc i els serveix de plataforma d'aterratge i enlairament.

## Guardatrescador
Durant l'hivern es manté tancat mitjançant d'una fusta anomenada guardatrescador, que és la que observem en la fotografia.
A l'estació càlida aquest guardatrescador és retirat a fi de facilitar l'entrada, ja que el rusc duplica o triplica la seva població d'abelles. També cal que l'abella pugui ventilar correctament el rusc, a fi que pugui deshidratar el nèctar de les flors que donarà lloc a la mel.
A mesura que l'estació es fa freda aquesta obertura d'entrada al rusc es redueix; si observem el guardatrescador de la foto podem veure que girant-lo deixem una entrada central més gran o bé una entrada lateral més petita.
També podem observar guardatrescadors amb forats de més de 6 mil·límetres que permeten el pas de les abelles i són construïts normalment de metalls, com en la segona fotografia.
En cas que l'apicultor no col·loqui un guardatrescador les abelles durant l'estació freda aixecarien a l'entrada una paret de pròpolis amb la finalitat que no entri aire fred al niu de cria. Aconseguint d'aquesta manera una millor termoregulació del rusc.